# Neu-Mehring
Neu-Mehring ist ein Ortsteil von Mehring (Mosel) im Landkreis Trier-Saarburg in Rheinland-Pfalz.
Er liegt auf etwa 487 m ü. NHN an der Weinstraße (Kreisstraße 85) in der Nähe von Naurath (Wald), Bescheid und Lorscheid unweit des Menhirs von Bescheid.
Der Ort wurde 1840 besiedelt, nachdem ein großer Brand in Mehring zahlreiche Häuser zerstört hatte. Durch die widrigen Umstände der Lebensweise entschlossen sich 1852 die Bewohner zu einer Auswanderung nach Nord-Amerika.
Heute befindet sich in Neu-Mehring die Keltik Stone Ranch.